# 札卡斯
札卡斯（英语：Tzachas；希腊语：Τζαχᾶς），也被稱為查卡贝伊（土耳其语：Çaka Bey）是一名活躍於11世紀的塞爾柱烏古斯突厥人軍事指揮官，他於士麥那（現今的伊茲密爾）地區成立了自己的國家。
札卡斯早年曾為拜占庭帝国效力，日後他反叛帝國，並在1088年－1091年間佔領了爱琴海東岸的士麥那及其周圍小亞細亞的土地與島嶼。在他勢力的巔峰時期，札卡斯甚至宣稱自己是拜占庭皇帝，並試圖與佩切涅格人聯手攻擊拜占庭帝國的首都君士坦丁堡。1092年，在約翰·杜卡斯的領導下，拜占庭帝國的海軍對札卡斯發起海上遠征，遠征軍沉重地打擊了札卡斯的勢力並成功從他手中奪回了莱斯沃斯岛，隨後在隔年，札卡斯被他的女婿基利傑阿爾斯蘭一世設計殺害。在他死後的數年內，士麥那和原先被他所佔領的土地很快在1097年前後陸續被拜占庭人收復。

## 生平
歷史文獻對札卡斯的記載極為稀少，現今對他的了解大多來自拜占庭帝国皇帝阿歷克塞一世的女兒安娜·科穆宁娜公主所撰寫的作品－阿歷克塞傳中的紀錄。雖然寫於13世紀的《達尼什曼德記》（Danishmendnâme）一書中也有提到札卡斯，但鑒於此書的寫作風格偏向半神話的英雄史詩，因此書中所描述的札卡斯事蹟，其可信度並不高。
根據阿歷克塞傳中的說法，札卡斯原本是一名劫掠者，後來在尼基弗鲁斯三世的統治時期被抓獲成為一名囚犯，日後他轉入拜占庭帝國軍隊內服役，並得到賞識而迅速獲得遷升，在此期間札卡斯不僅得到許多豐厚的獎賞，甚至獲得貴族的頭銜，但當阿歷克塞一世於1081年舉兵廢黜尼基弗鲁斯三世後，札卡斯在政爭中失去他原有的地位，並逃離了拜占庭帝國。
約在1088年左右，札卡斯開始以士麥那為基地對拜占庭人發動戰爭。他僱用許多基督徒工匠為自己建造了一支艦隊，並利用這支艦隊接連攻佔福西亚以及爱琴海東部的沿岸島嶼，包括：萨摩斯岛、希俄斯岛、罗得岛與莱斯沃斯岛等地皆被札卡斯佔領，僅剩萊斯沃斯島北岸的米西姆纳堡壘未被攻陷，雖然拜占庭帝國派出由尼基塔斯·卡斯塔莫提斯（Niketas Kastamonites）所率領的海軍試圖進行反擊，不過卻遭到札卡斯擊敗。現今有部分學者推測，在這段期間內，札卡斯可能與另外兩名反叛拜占庭的叛軍領袖－賽普勒斯的拉普索梅特斯（Rhapsomates in Cyprus）和克里特的卡里克斯（Karykes in Crete）間有密切合作的關係，極有可能與他們聯手對抗拜占庭帝國。
於1090或1091年，拜占庭的軍隊在君士坦丁·達拉瑟諾斯的帶領下成功收復希俄斯島，不過札卡斯迅速地重整他的軍隊，並再度對拜占庭發動襲擊，札卡斯同時宣稱自己是拜占庭的皇帝（巴西琉斯），並試圖與色雷斯的佩切涅格人結盟一同攻擊拜占庭的首都君士坦丁堡 。1092年，達拉瑟諾斯與帝國新任的大都督約翰·杜卡斯共同被派往對付札卡斯，他們率軍包圍了萊斯沃斯島上的米蒂利尼堡壘，札卡斯雖然奮力的抵抗長達3個月的時間，不過最終他仍不得不與拜占庭人談判並放棄堡壘，在札卡斯帶領軍隊撤回士麥那的途中，達拉瑟諾斯沿路追擊並幾乎將札卡斯的艦隊徹底摧毀。
依據阿歷克塞傳中的說法，在1093年的春季，札卡斯再度對拜占庭位於马尔马拉海旁的阿卑多斯領地發起新一輪的攻擊行動，阿歷克塞一世則趁機挑撥魯姆蘇丹國的蘇丹基利傑阿爾斯蘭一世（基利傑阿爾斯蘭一世是札卡斯的女婿，他娶了札卡斯的女兒艾謝哈屯為妻）從後方襲擊札卡斯，基利傑阿爾斯蘭一世受到阿歷克塞一世讒言的鼓動，因此率領軍隊前往阿卑多斯，在到達當地後，他旋即以邀請岳父參加宴會為藉口，在宴席中謀殺了札卡斯。在他死後，約莫在1097年間，約翰·杜卡斯率領拜占庭軍隊從另一名「札卡斯」（可能是與札卡斯同名的兒子）的手中收復了士麥那。

## 延伸閱讀
- Brand, Charles M. . Dumbarton Oaks Papers. 1989, 43: 1–25. JSTOR 1291603. doi:10.2307/1291603.
- Savvides, Alexis G.C. . Χιακά Χρονικά (Athens). 1982, 14: 9–24 （希腊语）.
- Savvides, Alexis G.C. . Χιακά Χρονικά (Athens). 1984, 16: 51–66 （希腊语）.
- Savvides, Alexis G.C. . Byzantion. 2000, 70: 122–134.